# Estádio Francisco Muraro
O Estádio Francisco Muraro é um estádio de futebol situado no bairro Santa Felicidade, em Curitiba, Paraná.
Pertence, atualmente, ao Trieste Futebol Clube, uma das mais antigas equipes amadoras do estado e representante da colônia italiana instalada há mais de cem anos no bairro.
A capacidade atual do estádio é de 3.000 torcedores, todo com cadeiras cobertas, e seu nome é uma homenagem a um dos fundadores do clube.

## História
O terreno onde foi construído o "Francisco Muraro", foi adquirida de Jerônimo Muraro no final da década de 1930 por 4 contos de réis e em 1950 foi adquirido mais um pedaço do terreno, permitindo assim, modificar a posição do campo, que era invertida em relação a sua atual posição.
No primeiro semestre de 2014 tornou-se o primeiro estádio do futebol amador no Brasil a ser dotado inteiramente por grama sintética, sendo homologado pela FIFA.